# Cacimba de Dentro
Cacimba de Dentro este un oraș în Paraíba (PB), Brazilia.